# مسقران
مسقران هي قرية في مقاطعة ورزقان، إيران. عدد سكان هذه القرية هو 887 في سنة 2006.